# 阿呆与阿瓜
《阿呆与阿瓜》（英語：Dumb and Dumber）是一部1994年上映的喜剧电影，由法拉利兄弟执导。电影讲述罗伊（金·凯瑞）和哈利（杰夫·丹尼尔斯）两个傻瓜的故事。二人都因鲁莽而失去工作。一次罗伊送梦中情人玛丽去机场，结果发现玛丽的皮箱被她落下了。于是，二人决定驾车去玛丽的目的地。原来，皮箱装着玛丽给绑匪的赎金，不过，二人吉人天相，最终躲过了灾难。这是一部纯粹以荒唐可笑取胜的电影，一切都是为了达到引人发笑的目的。两个男主角都是成年人、但是是幼童的智商，而且在女孩子面前都十分羞涩。影片就是如此让观众重回童年时代的思维。

## 劇情
哈利與羅依是住在一起的好朋友，羅依是禮車司機，這天一位美女瑪麗叫車到機場，羅依一看到她走出家門就愛上了她。載送瑪麗到機場後，發現她將一只皮箱遺落在機場大廳時，從一對男女手中搶走皮箱，決定親自將皮箱送回到亞本斯給瑪麗。哈利有輛改裝成哈巴狗模樣的貨車，專門運送寵物狗，他時常和客戶起爭執，憤怒下決定要改行。兩人積欠房租和水電瓦斯費，決定開著車帶著皮箱到亞斯本去找瑪麗，並希望贏得美人芳心。兩人並不知道，皮箱中原來裝著滿滿的鈔票，是瑪麗故意留在機場，要付給綁架她丈夫歹徒的贖金。綁匪得知贖金被羅依拿走後，決定拿回這筆錢…

## 演員
- 金·凱瑞
- 杰夫·丹尼尔斯

## 外部連結
- 官方网站
- 互联网电影数据库（IMDb）上《阿呆与阿瓜》的资料（英文）